# جدجد شجري رفيع
جدجد شجري رفيع (الاسم العلمي: Oecanthus angustus) هو نوع من الحشرات يتبع جنس الجدجد الشجري من فصيلة الجداجد الحقيقية.